# Panadés Marítimo
El Panadés Marítimo (oficialmente y en catalán Penedès Marítim)  es una marca turística creada por los ayuntamientos de Cunit (Tarragona) y Cubellas (Barcelona), para unir a estos municipios, que pese a ser pueblos vecinos y compartir una gran tradición e historia están en la actualidad separados en dos provincias distintas, y abandonar sus actuales marcas ( Costa Daurada y Costa Barcelona respectivamente).

## La historia del proyecto
Los vínculos históricos y culturales entre los municipios de Cunit y Cubellas, no se han perdido a pesar de pertenecer a dos provincias diferentes, la de Tarragona y la de Barcelona. El Panadés es una de las regiones más antiguas de Cataluña y ya desde el siglo XIV, esta tierra ha compartido un destino común.
Los iberos, los romanos, la época medieval y las ermitas románicas, los castillos... hasta la actualidad, el Panadés Marítimo pertenece a una historia común que se remonta a hace 2500 años, con los cosetanos, la tribu ibera que habitaba el territorio.
Desde el siglo XIX el Panadés tiene una gran tradición vinícola, el Panadés Marítimo es la tierra entre las viñas milenarias del Panadés y el mar Mediterráneo.

## Municipios de la marca
Aunque el proyecto arrancó con tan solo dos municipios, Cunit y Cubellas al proyecto se le suman en la actualidad toda una serie de municipios que comparten el sentimiento histórico de la antigua vegueria del Panadés.
Estos son:
| Tarragona      | Barcelona           |
| -------------- | ------------------- |
| Cunit          | Cubellas            |
| Calafell       | Villanueva y Geltrú |
| Vendrell       | Sitges              |
| -------------- | San Pedro de Ribas  |